# Neno Vasco
Neno Vasco (1878 - 1920) foi um poeta, advogado, jornalista, anarquista e escritor, ardoroso militante sindicalista revolucionário nascido em Penafiel, Portugal. Emigrou para o Brasil onde estabeleceu uma série de projetos com os anarquistas daquele país. É de sua autoria a tradução do hino A Internacional, mais difundida nos países de língua portuguesa, e terá sido uma das mais importantes figuras do Anarquismo em Portugal.

## Biografia

### Primeiros anos
Gregório Nazianzeno Moreira de Queiroz e Vasconcelos, mais conhecido como Neno Vasco, nasceu em Penafiel em 9 de Maio de 1878. Aos 8 ou 9 anos de idade emigra junto com seu pai e sua madrasta para a cidade de São Paulo, no Brasil. Alguns anos depois regressa a Portugal para concluir seus estudos indo viver na casa de seus avós paternos em Amarante. É em Amarante que conhece o poeta Teixeira de Pascoaes, que mais tarde o iria convencer a optar pelo curso de Direito em vez de Medicina.

### Formação académica
Matricula-se na Faculdade de Direito da Universidade de Coimbra a 13 de Outubro de 1896, onde passa a ter aulas. Tem como colegas e amigos futuros ilustres da intelectualidade portuguesa como o poeta Teixeira de Pascoaes, Faria de Vasconcelos e António Resende. Em 1900, durante as suas idas ao Porto, conheceu um grupo de propagandistas libertários onde participava Cristiano de Carvalho e Serafim Cardoso Lucena. No ano de 1901 conclui o curso de bacharelado. Ao mesmo tempo passa a empreender atividades militantes, em 2 de Março de 1901 publica o panfleto - A Academia de Coimbra ao Povo Portuguez - onde faz uma ferrenha crítica às arbitrariedades da polícia. Neste mesmo ano começa a escrever artigos para o jornal republicano O Mundo, à época publicado em Lisboa sob a direção de Mayer Garção.

### Retorno ao Brasil e contato com o Anarquismo
No final de 1901 retorna ao Brasil onde rapidamente estabeleceu contato com anarquistas italianos através dos quais tomou conhecimento da obra de Errico Malatesta que daquele momento em diante exerceu uma profunda influência em seu pensamento. Em poucos meses passou a se corresponder com Malatesta e neste contato suas ideias e concepções foram modificadas. Do Brasil escreveu e enviou textos sobre literatura e revolução a serem publicados em Portugal na revista A Sementeira na qual também escreveu um artigo memorável sobre a obra, vida e morte do francês Octave Mirbeau.

### Amigo do Povo, Aurora e Voz do Trabalhador
Na cidade de São Paulo em 1902 passa a editar o jornal Amigo do Povo junto com Benjamim Mota, Oreste Ristori, Giulio Sorelli, Tobia Boni, Ângelo Bandoni, Gigi Damiani e Ricardo Gonçalves. A influência do periódico foi imediata sendo ele apropriado, não só como um dos principais espaços de dialogo sobre o movimento anarquista brasileiro, mas também lócus de reflexão de questões relacionadas à "emancipação feminina" por um número considerável mulheres notáveis que passaram a contribuir para esta publicação. A partir destas discussões suas Neno Vasco publicou um artigo neste periódico refutando a tese do naturalista Émile Zola acerca da fecundidade. Algum tempo depois lançou a revista Aurora.
Nas páginas do jornal Voz do Trabalhador Neno Vasco respondeu às críticas de alguns anarquistas (entre eles Luigi Galleani) que acusava as organizações anarcossindicalistas de serem apenas uma nova forma de governo. A polêmica sobre as relações entre anarquismo e sindicalismo, deu à época fundamental margem para um amplo debate, importante para a compreensão das diferentes correntes dentro do movimento libertário se situavam em relação ao movimento operário e à suas organizações.

### Casamento, traduções e militância

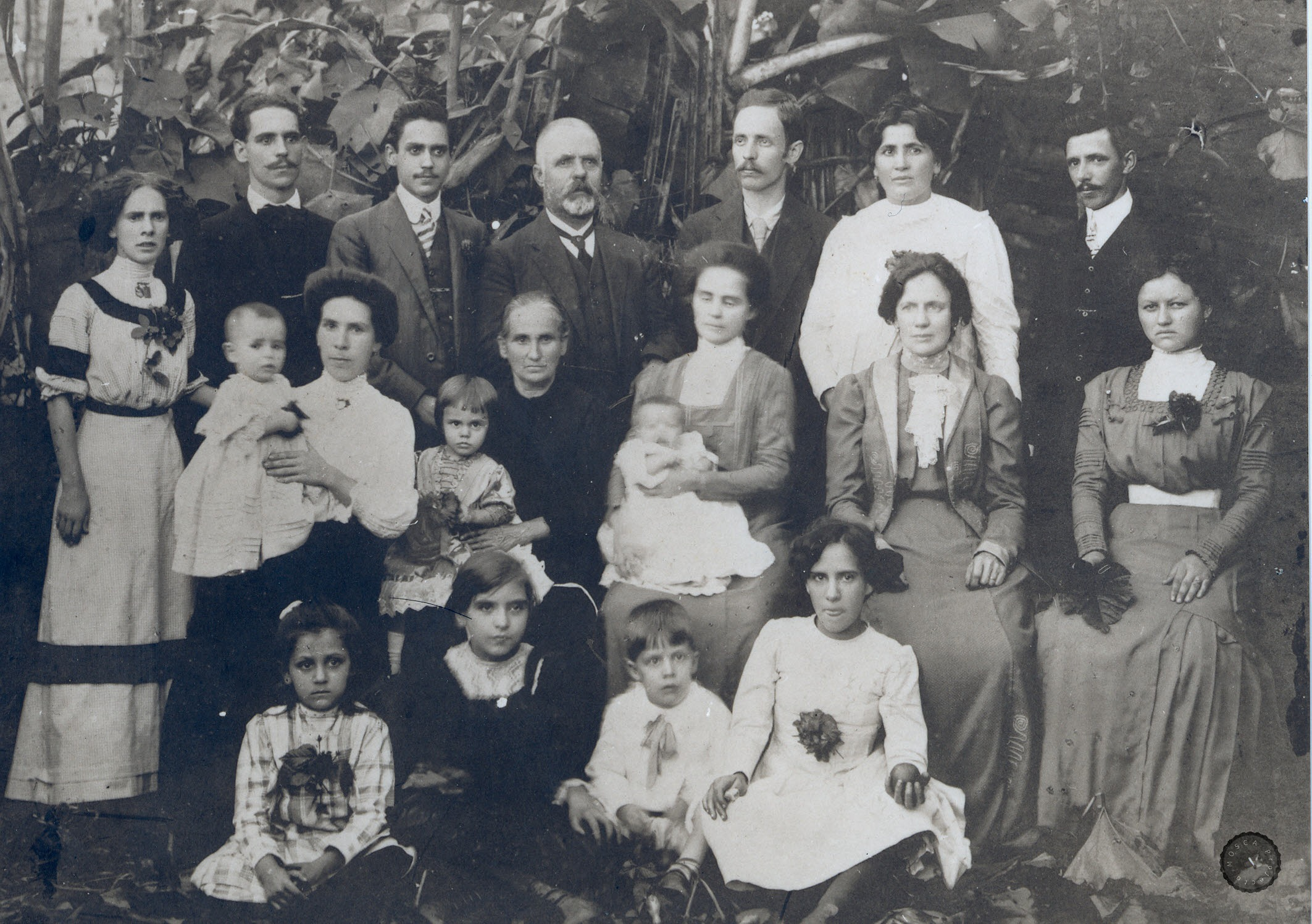
Fotografia do grupo familiar de Neno Vasco.

No ano de 1904 traduziu para o português do francês a obra "Evolução, Revolução e Ideal Anarquista" do francês Élisée Reclus. Em 1905 casou-se com Mercedes Moscovo, anarcafeminista filha de uma família espanhola e anarquista por gerações. A esta época desenvolveu intensa atividade de propagação do pensamento libertário tornando-se uma referência entre os libertários brasileiros com os quais colaborava. Também neste ano passou a editar o periódico A Terra Livre com sua esposa, Edgard Leuenroth e outros. Ao mesmo tempo se manteve em diálogo com outros anarquistas de origem portuguesa que, atuavam no Brasil, entre eles Adelino Tavares de Pinho - um comerciante do Porto que exercera a função de professor na Escola Moderna -, Marques da Costa - editor do jornal O Trabalho -, Manuel Cunha, Diamantino Augusto, Amílcar dos Santos, Raul Pereira dos Santos, José Romero, etc.
Em 1909 traduziu o hino internacionalista progressista A Internacional do francês Eugène Pottier para o português. Rapidamente sua versão se difundiu no meio anarcossindicalista, tanto no Brasil como em Portugal, passando a ser ouvido em manifestações operárias como greves e comícios nestes dois países desde então.

### Regresso a Portugal
Proclamada a República em 1910, Neno Vasco retornou a Portugal onde continuou a desenvolver sua militância anarquista, colaborando com a imprensa anarquista brasileira como correspondente. Tornou-se colaborador constante da revista libertária A Sementeira na qual escreveu sobre a situação social no Brasil. Assim como no jornal "A Aurora" (1910-1919), e nas revistas  Renovação (1925-1926)  e  "A Comuna" (1920-1927) do Porto, até à data da sua morte.

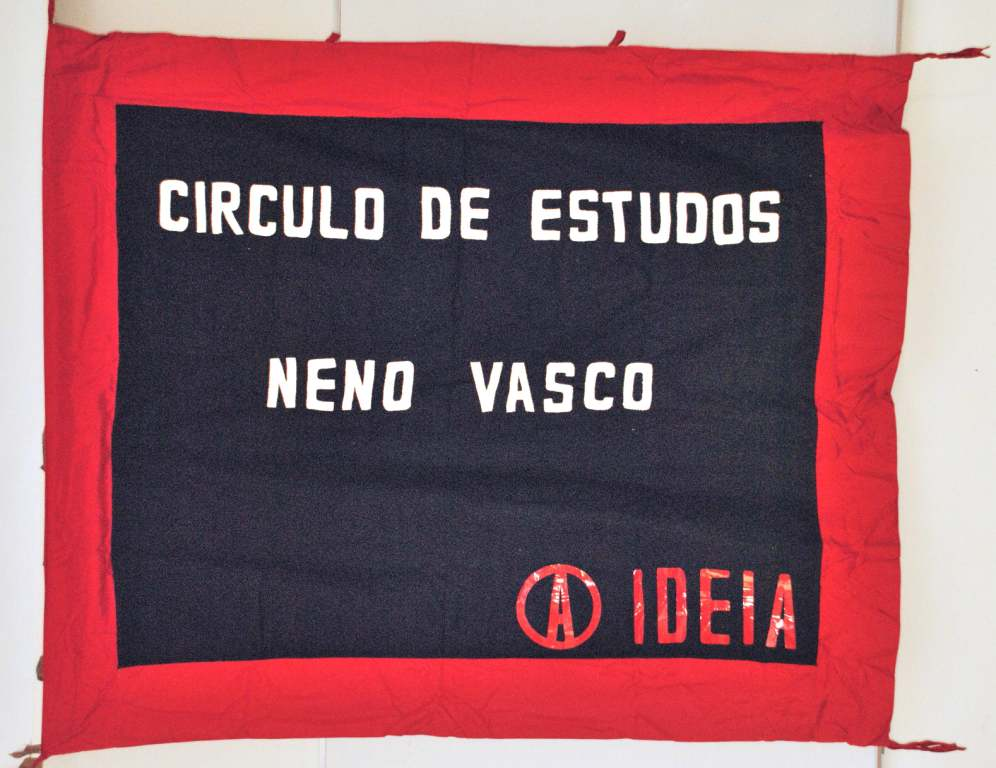
Bandeira do "Círculo de Estudos Neno Vasco".

No ano seguinte, nos dias 11, 12 e 13 de Novembro participou do 1º Congresso Anarquista Português. Em 1912 lançou a coleção 'A Brochura Social' com Lima da Costa editando duas obras, tomou parte em diversos encontros anarquistas como a (Conferência Anarquista de Lisboa em 1914), publicou o folheto "Geórgias: ao trabalhador rural" no periódico semanal de Pinto Quartin Terra Livre, ofereceu cursos de formação aos jovens das Juventudes Sindicalistas em O Germinal. Em 1910 desentendeu-se com Emídio Costa sobre estratégias diante da Primeira Guerra Mundial, foi amigo de muitos militantes do movimento anarquista português.

### Morte
Em 15 de Setembro de 1920 Neno Vasco, intelectual brilhante e influente militante libertário em dois continentes, morreu  de tuberculose, pobre e seguro das suas posições anarquistas, na freguesia de São Romão do Coronado do concelho de Trofa, no norte de Portugal.

## "Concepção Anarquista do Sindicalismo"
Ao longo dos anos 10, enquanto propagandista anarquista, Neno foi desenvolvendo a concepção anarquista do sindicato ao abordar as ideias de Malatesta, entre outros autores, sobre o sindicalismo revolucionário. No fim da sua vida começou a trabalhar numa obra, que ficaria inacabada, sobre o papel que os anarquistas devem ter nas organizações de massas, mais concretamente nos sindicatos, além de abordar a doutrina e as disputas com os marxistas na 1ª Internacional. Nesta obra Neno defende que "o sindicato operário é o grupo essencial, o órgão específico da luta de classes e o núcleo reorganizador da sociedade futura" que deve participar na "luta solidária dos operários contra os patrões" pela acção directa . O papel dos anarquistas nestes sindicatos deve ser o de propaganda, espalhar as ideias anarquistas e afastar a tendência reformista, parlamentarista, dos partidos políticos que só defendem a participação integral no sistema social burguês, uma harmonia entre o capital e o trabalho. Logo, a organização operária deve "viver independente de qualquer partido político ou agrupamento doutrinal" de modo a acentuar o carácter revolucionário, "a resistência deve ser a única função sindical".

### Cooperativismo e Mutualismo
Em alguns parágrafos deste livro, o autor aborda o mutualismo e a cooperativa, afirmando que "servem e facilitam a exploração capitalista, fazendo-se factores de resignação e passividade" . Para Neno estas organizações podem ser ainda mais nefastas do que o corporativismo, porque "tende naturalmente para a adaptação do assalariado ao regime burguês, favorecendo mesmo a submissão às condições impostas pelo patronato". Além de que promovem a criação de uma "burocracia permanente parasitária", que mais cedo ou mais tarde, irá "desenvolver o espírito comercial e corromper as melhores intenções".

### Social Democracia e Parlamentarismo
As críticas às reformas operárias são constantes em toda a obra, afirmando que "a «lei operária» só serve para iludir as massas inconsientes dando um falso prestígio aos governos e instituições parlamentares e tendendo a desviar o povo da organização e acção directas." Para Neno, a lei só é aplicada quando o proletariado quer que essa reforma seja aprovada, quando os trabalhadores tem força para impor a sua vontade aos governantes.

Sobre o parlamento, este não é nada mais do que uma ferramenta da burguesia para apaziguar as lutas operárias, e corromper o espírito combativo dos movimentos sociais:
"O Parlamento é obra e instrumento das oligarquias políticas e financeiras - e tudo o que ele toca fica corrompido e impotente. E o que nele parece permanecer intacto e incorrupto, não faz senão manter o nefasto prestígio de uma ficção. Resta, pois, a Revolução, robusta filha das circunstâncias e da vontade dos homens, a revolução que marca o parto doloroso, mas necessário e bem-vindo, de todas as sociedades." p.151 

## Legado
Durante toda sua vida, seu esforço no movimento editorial muito contribuiu para o crescimento da influência libertária nos meios operários no Brasil e em Portugal. O seu principal livro é A Concepção Anarquista do Sindicalismo, publicado em 1923 pelo coletivo editorial do jornal anarcossindicalista A Batalha e reeditado em 1984. Uma versão brasileira para uso em cursos de formação sindical foi publicada em 2007.
Na cidade de São Paulo, no bairro Cidade Tiradentes existe uma rua com seu nome. No município de Nova Iguaçu, no estado do Rio de Janeiro há igualmente um edifício com o nome Pr. Neno Vasco construído em 1976.

## Obra

### Traduções
- Élisée Reclus, Evolução, Revolução e Ideal Anarquista, Biblioteca Sociológica, S. Paulo, 1904.
- A Internacional, 1909.
- Entre camponeses. São Paulo: Grupo de Estudos Sociais, 1913.

### Peças teatrais
- Anedota em 1 acto, 1911.
- Greve de Inquilinos: farça em 1 acto, Editorial A Batalha, 1923.
- Pecado de Simonia, 1907.